# Бергсон, Тамарель
Тамарель Бергсон (также Темерль; в некоторых источниках употребляется фамилия Зонненберг или Берексон; ивр. תמריל ברגסון‎; ум. 1830) ― польская еврейская предпринимательница. Покровительница варшавских евреев и всего хасидского движения в Польше. Была известна своей благотворительной деятельностью. Особенно щедра была к хасидам и цадикам. Говорили, что она «раздавала деньги, как будто это был пепел». Её также называют «донья Грация хасидизма» и ей приписывают большой вклад в развитие хасидского движения в Польше в начале XIX века.

## Биография

### Ранние годы и замужество
Отец Тамарель, Авраам из Опочно, по отзывам современников, был «образованным и очень богатым человеком». Известно, что у неё также была сестра, которая вышла замуж за раввина Моше Симха из Опочно.
Тамарель, ещё будучи в юном возрасте, вышла замуж за Якова Якобсона, варшавского торговца. Вместе у них родился сын, Хирш, однако вскоре её супруг скончался. Молодая вдова снова вышла замуж в феврале 1787 года за Дова (Берека) Зонненберга (1764―1822), сына Шмуля Цбитковера. Берек был вынужден поменять свою фамилию на Зонненберг во времена прусского владычества. Как и его отец Шмуэль, который был придворным евреем и сколотил целое состояние, занимаясь поставками в польскую и русскую армию во времена разделов Польши в конце XVIII века, Берек нарастил своё личное состояние благодаря государственным контрактами. Он часто жертвовал деньги на нужды общин своих соплеменников и был известен как «Ротшильд польского еврейства».
Хотя Берек жертвовал деньги на благотворительные нужды всем евреям, его супруга Тамарель сосредоточила свои усилия конкретно на поддержке хасидского движения в Польше. Супружеская чета была последователями раввина Исраэля Офштейна, магида (проповедника) из Козенице. Они щедро спонсировали деятельность хасидов, сотни приверженцев движения занимались своей религиозной и просветительской работой по их указанию. Свой собственный дом они превратили в один из центров движения, где регулярно собирались его члены. В 1807 году на средства супругов была построена первые хасидская синагога и читальный зал в Праге ― пригороде Варшавы. Муж и жена пользовались большим уважением со стороны лидеров хасидов. Свою единственную дочь они выдали замуж за внука Шмелке Горовица, знаменитого каббалиста и хасидский раввина (цадик), которого считают одним из духовных лидеров поколения.

### Поздние годы
В этой Земле ― жизнь, что была достойна принцев
Для своего народа она была защитницей против гонителей – рукой помощи в бедствии.
Беднякам она была матерью
Добродетельная женщина, славная и сильная.
После смерти Берека, Тамарель взяла под контроль его активы, а также основала целый банк. Она была одним из немногих представителей еврейского народа, которым было дозволено распоряжаться недвижимым имуществом. В 1810 году она приобрела дом на улице, которая была «технически запрещена для евреев». Ей также было даровано освобождение от закона, обязывающего её проживать в гетто. В 1827 году она получила разрешение от императора Николая I о приобретении поместья Ежи Гессен-Дармштадского. Тем самым она стала третьим человеком иудейского вероисповедания в Польше, которому в то время было разрешено владеть недвижимостью за пределами гетто.
Тамарель продолжила поддержку хасидов и цадиков и после смерти мужа. Несколько обедневших хасидов, однако, отказались от её поддержки, в том числе рабби Ицхак Меир Альтер из Гер и рабби Менахем Мендель из Коцка. Однако рабби Симха Буним из Пешище и рабби Ицхак из Ворка приняли её щедроты. Тамарель наняла их двоих, чтобы те помогали ей распоряжаться делами её предприятий.
Осуществляла благотворительную деятельность и в отношении не-хасидов: её хвалил и один миснагдим (противник хасидизма), называя «польской хасидой». В 1818 году она пожертвовала 54 000 рублей на нужды варшавской общины, и оставила 300 000 злотых в своём завещании местной благотворительной организации, покровительствующей беднякам.
Использовала своё влияние, чтобы помочь хасидам во время «расследования» 1824 года, которое было предпринято представителям движения Хаскалы (еврейского просвещения). Лично обратившись к губернатору Варшавы, она добилась отмены официального распоряжение, запрещающего хасидам посещать своих цадиков. Хасиды, в свою очередь, преподнесли ей звание Реб, которым традиционно наделялись мужчины. Из-за этого, впрочем, Тамарель стала объектом насмешек со стороны раввина Осифа Перля, которые изложил в сатирической форме в своём труде под названием Мегалех темирин («Открывающий тайны»; 1819). Сама она пыталась прекратить его распространение, выкупая каждую его копию по большой цене, чтобы их же и сжечь.

## Личная жизнь
Тамарель и Берек Бергсон оба были религиозными евреями; несмотря на своё богатство и связи во властных кругах, Берек сохранил свою бороду, пайо, и всегда носил традиционное платье. У пары было четверо сыновей и одна дочь. Сыновья Габриэль (1790―1844), Иаков (1794―1856), Леопольд (1796―1834) и Михаэль (1800―1864) позже приняли фамилию Берексон (сын Берека).
Среди потомков Тамарель и Берека Бергсона ― Иосиф (1812―?), доктор медицины в Императорском Варшавском университете; Михал Бергсон (1820―1898), польский композитор и пианист; Анри Бергсон (1859―1941), крупный французский философ и лауреат Нобелевской премии по литературе.